# حسن إبراهيم (ضابط مصري)
حسن إبراهيم من مواليد الإسكندرية عام 1917 وتخرج من الكلية الحربية عام 1929 ومن كلية الطيران عام 1940. شارك في حرب فلسطين، وهو من الضباط الأحرار وأحد أعضاء مجلس قيادة الثورة فيما بعد. وكان حينئذ قائدًا للأسراب. وكان أحد أعضاء محكمة الثورة عام 1954. تولي وزارة شئون الإنتاج عام 1964. تولي منصب نائب رئيس الجمهورية عام 1964 وأعتزل العمل السياسي عام 1966 توفي في 1990 في القاهرة في مصر.